# Bellaing
Bellaing är en kommun i departementet Nord i regionen Hauts-de-France i norra Frankrike. Kommunen ligger i kantonen Valenciennes-Nord som tillhör arrondissementet Valenciennes. År 2022 hade Bellaing 1 315 invånare.

## Befolkningsutveckling
Antalet invånare i kommunen Bellaing
| Referens: INSEE |